# Republican National Convention

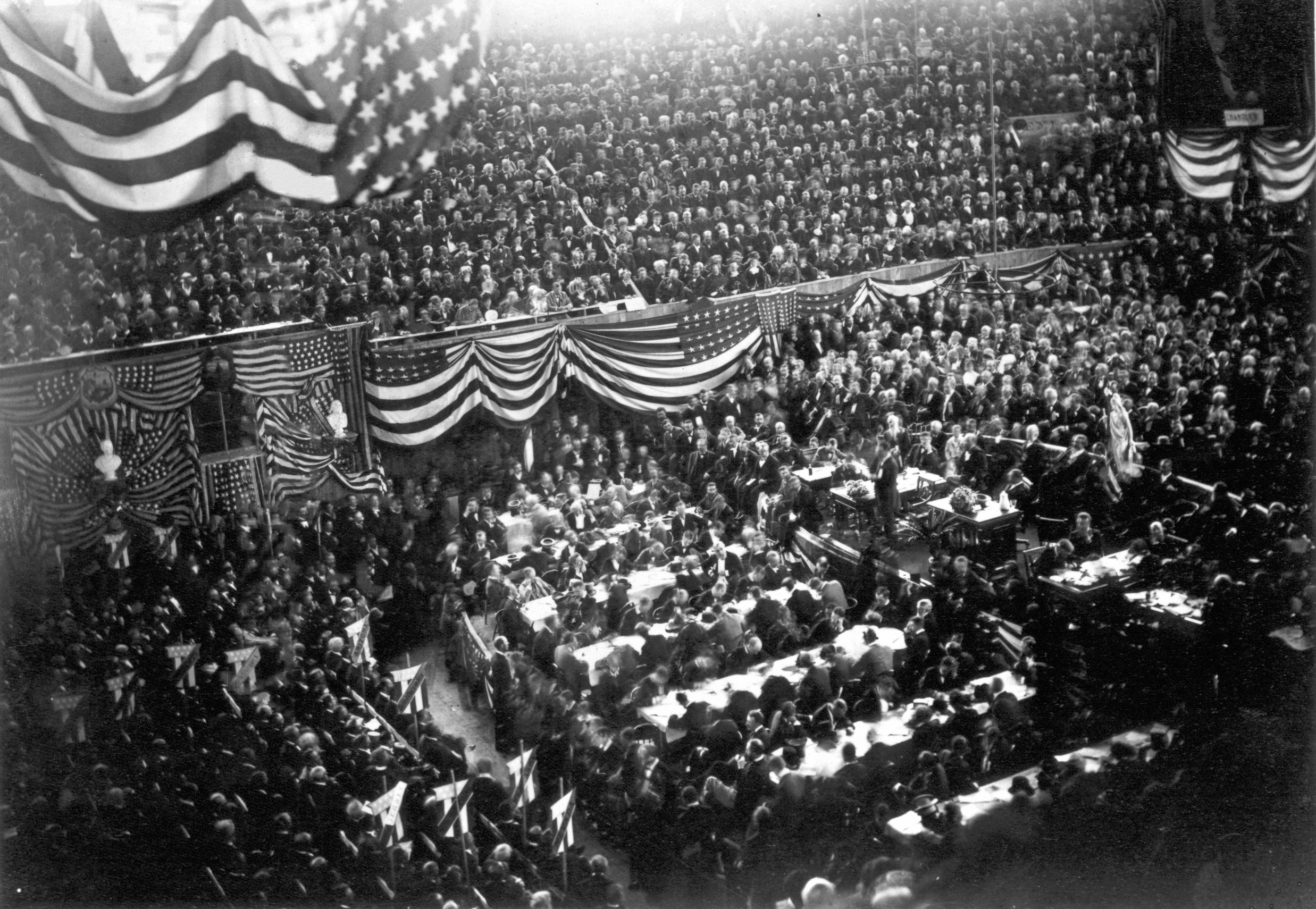
Republican National Convention 1880

Die Republican National Convention (RNC) ist ein alle vier Jahre stattfindender Parteitag, um die Kandidaten der Republikanischen Partei für die Wahl zum Präsidenten und Vizepräsidenten der Vereinigten Staaten zu nominieren und das Parteiprogramm festzulegen. 
Das Äquivalent der Demokratischen Partei ist die Democratic National Convention. Die Versammlungen enden traditionsgemäß mit der Rede des Präsidentschaftskandidaten und dem balloon drop, einem Luftballon- und Konfettifeuerwerk, das auf die Versammlungsbesucher niederregnet.

## Geschichte

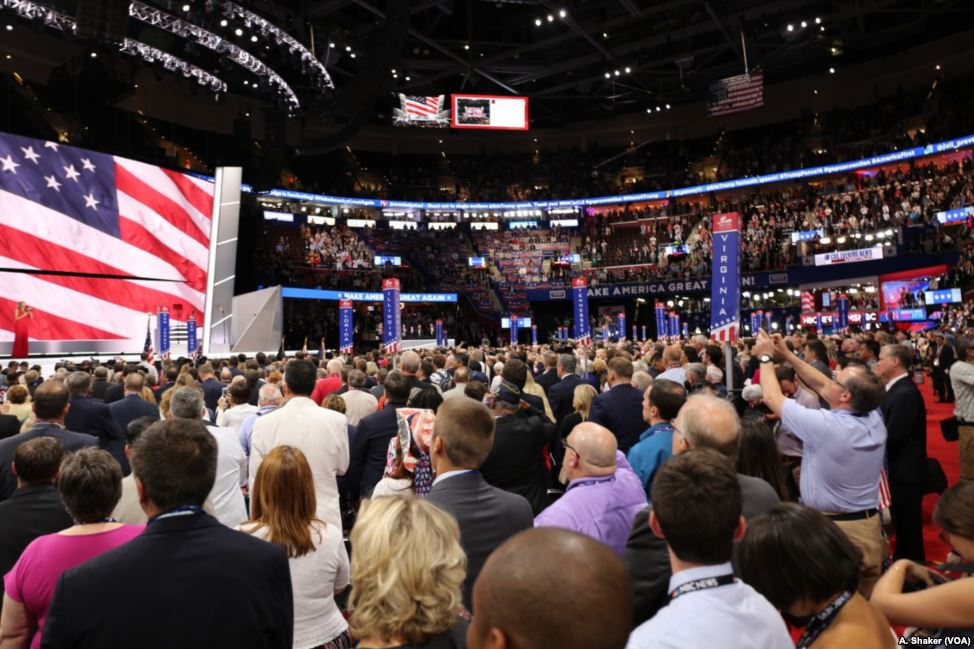
Parteitagshalle bei der Republican National Convention 2016

Die erste Republican National Convention fand 1854 in Jackson, Michigan statt.
2012 wurde sie offiziell am 27. August im Tampa Bay Times Forum in Tampa, Florida, eröffnet. Auf diesem Parteitag wurde Mitt Romney offiziell zum Präsidentschaftskandidaten der Republikaner ernannt.
2016 fand sie vom 18. bis 21. Juli in der Quicken Loans Arena in Cleveland, Ohio statt, wobei der Gewinner der Vorwahlen Donald Trump als Kandidat der Republikaner für die Präsidentschaftswahl 2016 bestätigt wurde.
2020 fand sie vom 24. bis 27. August aufgrund von Covid-19-Einschränkungen erst in Charlotte (North Carolina) und in den letzten drei Tagen in Jacksonville (Florida) statt. Auf dem Programm stand die Nominierung von Donald Trump und Vizepräsident Mike Pence für eine zweite Amtszeit als Kandidaten für die kommende Präsidentschaftswahl 2020.
Die Republican National Convention 2024 fand vom 15. bis zum 18. Juli in Milwaukee, Wisconsin statt, wobei Donald Trump offiziell zum Kandidaten ernannt wurde und er JD Vance als Vizepräsidentschaftskandidat auswählte.

## Delegiertenzahl nach Bundesstaat
Die Delegiertenzahl nach Bundesstaat für die Republican National Convention wird in der Regel 14 der Parteistatuten geregelt:
1. Zehn Delegierte für jeden der 50 Bundesstaaten.
2. National Committeeman, National Committeewoman und Chairman der Republikanischen Partei in jedem Bundesstaat, in Amerikanisch-Samoa, im District of Columbia, auf Guam, den Nördlichen Marianen, Puerto Rico und den Amerikanischen Jungferninseln.
3. Drei Delegierte für jeden Kongresswahlbezirk aus jedem Bundesstaat, sechzehn aus dem District of Columbia, zwanzig aus Puerto Rico und jeweils sechs aus Amerikanisch-Samoa, Guam, den Nördlichen Marianen und den Amerikanischen Jungferninseln.
4. Aus jedem Staat, für den die Mehrheit der ins Electoral College entsandten Wahlmänner bei der letzten Präsidentschaftswahl zugunsten des republikanischen Kandidaten stimmten, viereinhalb Delegierte plus einer Zahl von Delegierten, die 60 Prozent der gesamten Wahlmännerstimmen dieses Staates entsprechen, wobei Brüche immer aufgerundet werden.
5. Einen zusätzlichen Delegierten für jede der folgenden gewählten offiziellen Funktionen, falls die Amtsträger der Republikanischen Partei angehören und entweder im Jahr der vorangegangenen Präsidentschaftswahl oder bei jeder nachfolgenden Wahl vor dem 1. Januar des Jahres, in dem die National Convention abgehalten wird, gewählt wurden:
  1. für den Gouverneur
  2. falls mindestens die Hälfte der auf den jeweiligen Bundesstaat entfallenden Abgeordneten im Repräsentantenhaus der Vereinigten Staaten der Republikanischen Partei angehören
  3. für den Vorsitzenden jeder Kammer des jeweiligen bundesstaatlichen Parlaments, falls dieser der Republikanischen Partei angehört und die Republikanische Partei jeweils mehr als die Hälfte der Abgeordneten stellt
  4. falls alle Kammern des jeweiligen Bundesstaatlichen Parlaments mehrheitlich aus Republikanischen Abgeordneten besteht und allen Kammern republikanische Abgeordnete vorsitzen
  5. für alle und jeden der republikanischen US-Senatoren, die in dem jeweiligen Staat innerhalb der sechs Jahre vor dem 1. Januar des Jahres gewählt wurden, in dem die National Convention stattfindet.
6. Der District of Columbia erhält außerdem, falls bei der vorangegangenen Präsidentschaftswahl alle oder die Mehrheit der Wahlmännerstimmen für den Republikanischen Kandidaten abstimmten, viereinhalb Delegierte und zusätzlich dreißig Prozent der 16 Delegierten, die dem District of Columbia allgemein zugewiesen wurden, wobei beide Bruchzahlen aufgerundet werden.